# Fritillaria ruthenica
Fritillaria ruthenica is een soort uit de leliefamilie (Liliaceae). De soortnaam werd gepubliceerd door Johan Emanuel Wikström in 1827.

## Kenmerken
Fritillaria ruthenica groeit tot een hoogte tussen de 20 en 50 (soms 60) centimeter. De bladeren van de soort zijn verspreidstaand aan de bovenzijde van de stengel, maar staan onderaan nagenoeg in een krans. De bladeren zijn lancetvormig en hebben een lengte van 10 à 20 centimeter en een breedte van 3 à 15 millimeter. De bloemen zijn klokvormig en afhangend. Het kroonblad heeft een diameter van 3 à 3,5 cm. Deze zijn aan de buitenkant donkerpaars en aan de binnenkant geelachtig gekleurd. Meestal staan ze in losse trossen van twee tot vijf stuks. Kan temperaturen tot -34 °C verdragen. Bloeit in april en mei.

## Verspreiding en biotoop
Fritillaria ruthenica komt voor in het oosten en noordoosten van Oekraïne, grote delen van Europees Rusland, het zuiden van West-Siberië en het noorden van Kazachstan. Groeit meestal op randgebieden, graslanden en rotsachtige hellingen. Bij voorkeur op overgangsgebieden tussen bossen en bossteppevegetatie.

## Afbeeldingen

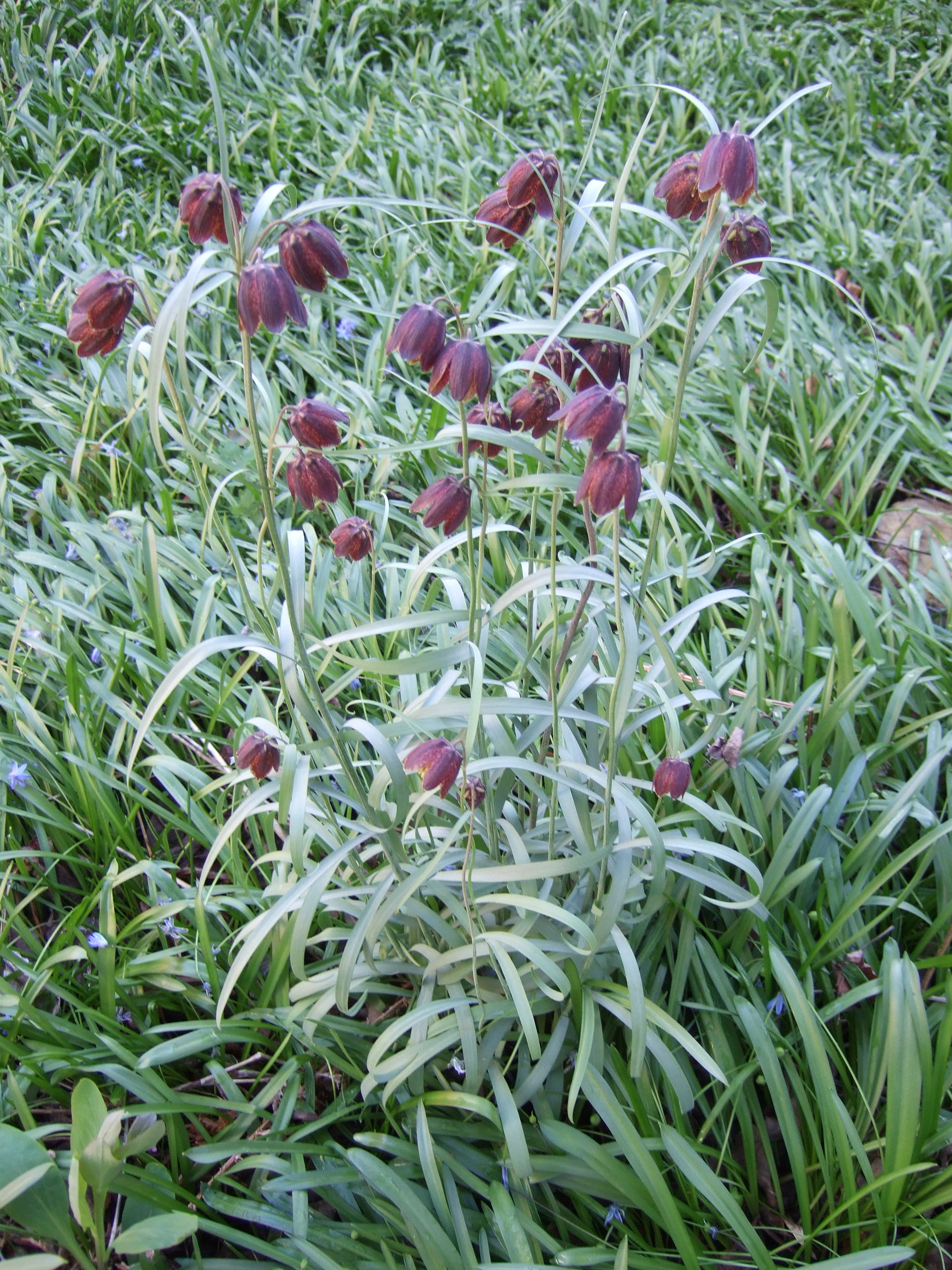
Groeiwijze
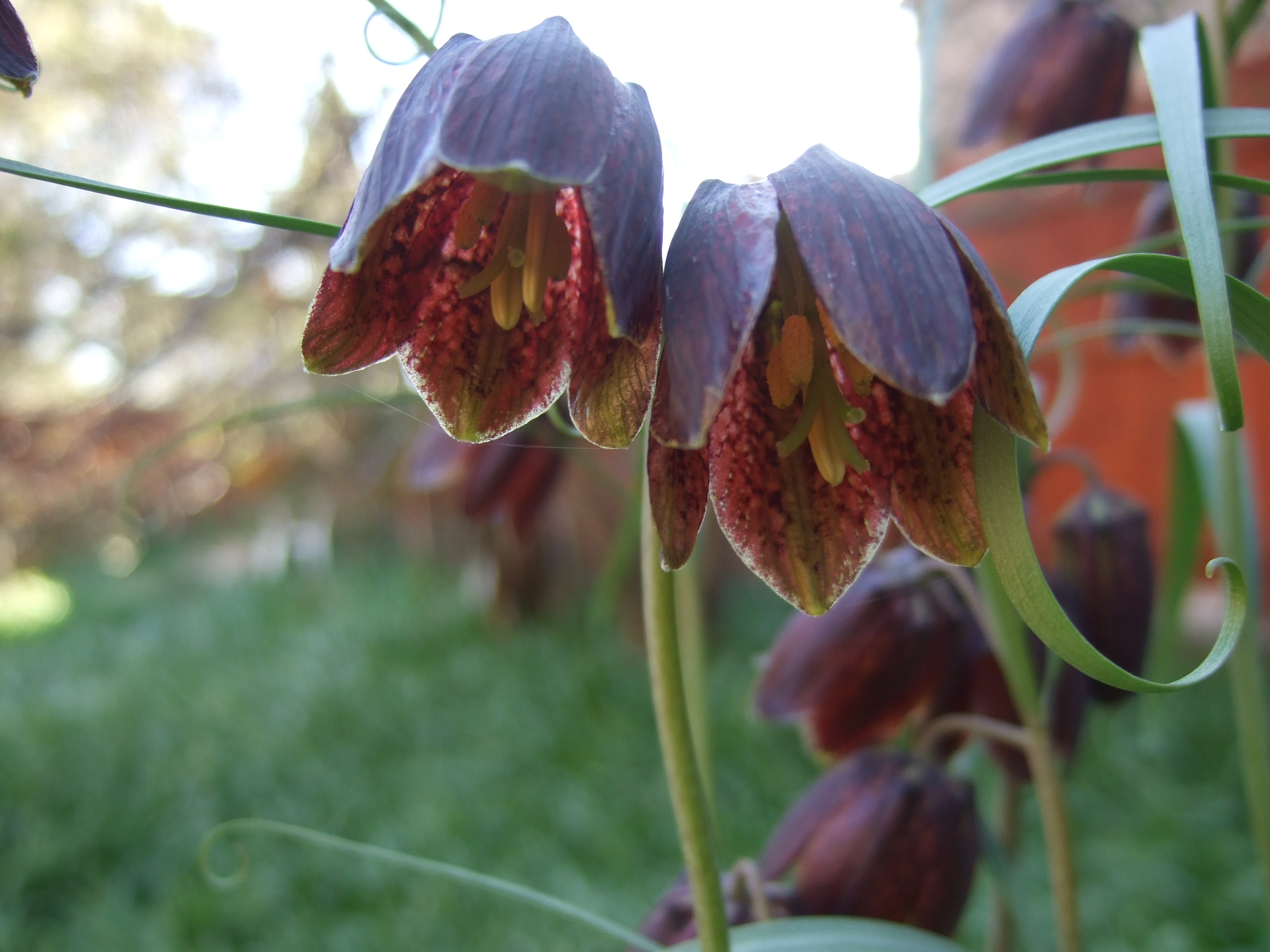
Kroonblad
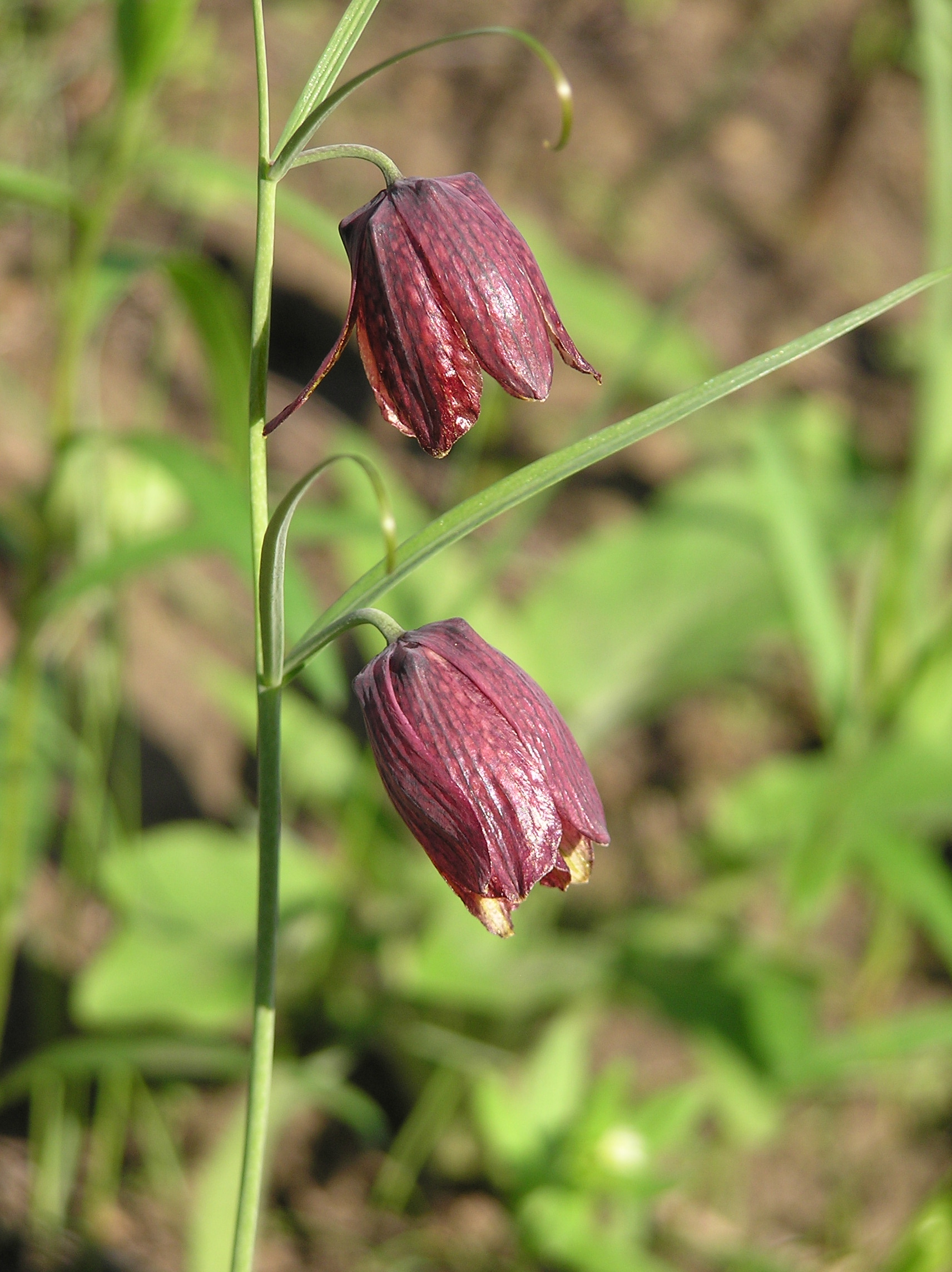
Fritillaria ruthenica in de Oblast Saratov (Rusland)

... · 
F. dagana · 
F. imperialis (Keizerskroon) · 
F. meleagris (Kievitsbloem) · 
F. ruthenica ·
F. uva-vulpis ·
...